# 加里·莱因克尔
加里·温斯顿·莱因克尔，OBE（Gary Winston Lineker，1960年11月30日—），英格兰已退役足球运动员，出生于莱斯特。球员時代司職前锋。退役後莱因克尔成為一名体育評述员，在英国广播公司担任体育节目主持人。

## 足球事业
1976年，莱因克尔在家乡的莱斯特城开始了他的职业生涯，2年后，他就进入了该队的主力阵容。1985-86赛季，他为愛華頓在42场比赛中踢入40球，名声大噪。之后，他与加泰隆尼亞的巴塞罗那签约，并在1989年为该队赢得了欧洲优胜者杯。随后，他返回英格兰，接受牛津大学玛格丽特·霍尔学院的奖学金，并在熱刺效力了三个赛季，这期间，他在105场比赛中共射入67个进球，并赢得了英格兰足总杯，之后他又转赴日本J联赛，效力于名古屋八鲸。这也是他职业生涯中的最后一支球队。
1984年，連尼加首次代表英格兰队参加与苏格兰队的比赛，并在1986年世界杯上赢得了金靴奖。1990年，他帮助英格兰队打入了世界杯半决赛。他一共为英格兰队出场80场，进球48个。仅比英国足球名宿博比·查尔顿保持的49个进球纪录少一个（但是連尼加完成该成绩的比赛场次比后者少26场）。
連尼加还在1986年同時获得了英格蘭足球先生及PFA足球先生的荣誉。尽管他的职业生涯相当长，但他从来没有因为犯规得到过裁判的黄牌或红牌，这个纪录在现代职业足球历史上是无人企及的。为此他在1991年获得了国际足联颁发的国际足联公平竞赛奖。评论认为，除了他绅士般的形象之外，連尼加作为很少参与防守的前锋，也是他免于和黄牌打交道的一大原因。

## 退役后事业
在退役后，連尼加投身于媒体事业。1999年，連尼加接替了Des Lynam，主持BBC电视台旗舰足球节目《每日赛事》（Match of the Day），擔任該節目主持人一直至今。另外他也是1995年到2003年体育游戏节目“They Think It's All Over”的制作人。
連尼加的超人气也使他出演一家馬鈴薯片公司的系列广告，在片中他的古怪形象与他一贯的绅士风度形成了极大的反差。
2003年10月，連尼加宣布为當時陷入财政危机的李斯特城足球會启动500万英镑的拯救计划，他将此举定性为慈善活动而并非自利行为。連尼加宣称他的投资将达到六位数，同时他的财团的其他成员也会投资同样的规模。他与球迷组织会面，并说服他们一起为俱乐部筹集资金。
2023年3月，連尼加在社交網站轉發新推出的打擊非法移民政策的片段，批評英國政府將最弱勢人士拒諸門外麻木不仁，無異於1930年代的德國，部分人指責他以納粹德軍作比喻不恰當。BBC要求連尼加暫停他《每日賽事》主持工作，認為他最近的社交媒體活動違反了其編輯準則，暫停工作直到使用社交媒體達成一致且明確的立場。結果多名足球员和节目主持声援莱因克尔，集体杯葛BBC节目，导致多个体育节目停播。BBC总裁蒂姆·戴维就节目无法播出向观众致歉，但他表明不会辞职，也否认受到政府压力。最终迫于压力，BBC宣布将莱因克尔复职。
2024年1月，連尼加在个人媒体上转发来自巴勒斯坦组织的贴文，呼籲国际足球联盟等组织禁止以色列资格而引起争议，他随着删文。他既受到了亲巴勒斯坦活动人士的赞扬，也遭到了亲以色列支持者的攻击。反犹太主义组织指责連尼加故意在反犹太情緒高漲下引起关注。而支持者认为連尼加立場并非反犹，转发贴文只是被误导的。
連尼加的妻子是米歇尔，他们育有4个儿子。

## 名言
1990年世界杯，莱因克尔作为英格兰队的一员进了四个球，一直打到半决赛。半决赛对决西德队时，莱因克尔打入一球扳平比分，但最后西德队在点球大战中拿下半决赛并且最终赢得1990年世界杯冠军，之后莱因克尔说：“足球是一个简单的运动，就是22个人追逐一个皮球，到90分钟比赛结束的时候，德国人获胜的游戏。”

## 个人荣誉
- 1986年：FWA英格兰足球先生
- 1986年：PFA英格兰足球先生
- 1986年：世界杯金靴獎（6球）
- 1992年：FWA英格兰足球先生